# Inuyana devia
Inuyana devia är en insektsart som beskrevs av Young 1977. Inuyana devia ingår i släktet Inuyana och familjen dvärgstritar. Inga underarter finns listade i Catalogue of Life.